# Esqui cross-country nos Jogos Olímpicos de Inverno de 1928 - 50 km masculino
A prova de 50 km do esqui cross-country nos Jogos Olímpicos de Inverno de 1928 ocorreu no dia 14 de fevereiro e foi disputada por 41 esquiadores de onze países.

## Medalhistas
| Ouro   | SWE Per-Erik Hedlund |
| Prata  | SWE Gustaf Jonsson   |
| Bronze | SWE Volger Andersson |

## Resultados
| Pos. | Atleta                   | Tempo   |
| ---- | ------------------------ | ------- |
|      | SWE Per-Erik Hedlund     | 4'52:03 |
|      | SWE Gustaf Jonsson       | 5'05:30 |
|      | SWE Volger Andersson     | 5'05:46 |
| 4    | NOR Olav Kjelbotn        | 5'14:22 |
| 5    | NOR Ole Hegge            | 5'17:58 |
| 6    | FIN Tauno Lappalainen    | 5'18:33 |
| 7    | SWE Anders Ström         | 5'21:54 |
| 8    | NOR Johan Støa           | 5'25:30 |
| 9    | FIN Martti Lappalainen   | 5'30:09 |
| 10   | GER Otto Wahl            | 5'34:02 |
| 11   | TCH Josef Německý        | 5'35:46 |
| 12   | GER Hans Bauer           | 5'36:21 |
| 13   | POL Andrzej Krzeptowski  | 5'36:55 |
| 14   | TCH Franz Donth          | 5'37:36 |
| 15   | SUI Walter Bussmann      | 5'38:49 |
| 16   | GER Fritz Pellkofer      | 5'41:00 |
| 17   | SUI Robert Wampfler      | 5'42:40 |
| 18   | TCH Václav Fišera        | 5'42:55 |
| 19   | POL Józef Bujak          | 5'44:19 |
| 20   | ITA Matteo Demetz        | 5'47:47 |
| 21   | ITA Ferdinando Glück     | 5'49:52 |
| 22   | SUI Carlo Gouralouen     | 5'55:09 |
| 23   | YUG Joško Janša          | 5'58:09 |
| 24   | JPN Minoru Nagata        | 6'02:24 |
| 25   | JPN Akira Takahashi      | 6'05:25 |
| 26   | JPN Sakuta Takebushi     | 6'05:50 |
| 27   | POL Franciszek Kawa      | 6'11:08 |
| 28   | YUG Stane Kmet           | 6'32:07 |
| 29   | YUG Janko Janša          | 6'34:59 |
| 30   | YUG Stane Bervar         | 6'46:48 |
| –    | FIN Adiel Paananen       | DNF     |
| –    | FIN Matti Raivio         | DNF     |
| –    | FRA André Médy           | DNF     |
| –    | FRA Henri Milan          | DNF     |
| –    | FRA Evariste Prat        | DNF     |
| –    | FRA Jean Tournier        | DNF     |
| –    | JPN Takeharu Aso         | DNF     |
| –    | NOR John Røen            | DNF     |
| –    | POL Stanisław Wilczyński | DNF     |
| –    | SUI Hans Zeier           | DNF     |
| –    | TCH Josef Feistauer      | DNF     |

- DNF: Não completou a prova.